# Bisons Loimaa
Bisons Loimaa is een Fins basketbalploeg uit Loimaa die sinds 2023 opnieuw uitkwam in de Korisliiga.

## Geschiedenis
De club werd opgericht in 1964 als Loimaan Korikonkarit en speelde lange tijd in de amateurreeksen. In 2008 promoveerde de club voor het eerst naar de Finse tweede klasse. In 2011 dwong de club onder leiding van de Amerikaanse coach Greg Gibson promotie af naar de hoogste klasse. Ze veranderde toen hun naam ook in Bisons Loimaa. Meteen won de club tweemaal achter elkaar het Finse landskampioenschap en verloren de bekerfinale in 2013.
Ook in 2014 en 2015 eindigde ze bij de beste drie ploegen. In het seizoen 2015/16 kampte de club met financiële problemen en degradeerde weer uit de hoogste klasse naar de derde klasse. Ze promoveerde echter meteen naar de tweede klasse waar ze speelde tot in het seizoen 2021. Na een seizoen in de hoogste klasse volgde weer degradatie naar de tweede klasse in 2022. Om een seizoen later weer te promoveren naar het hoogste niveau.

## Sonsornamen
- Loimaan Korikonkarit (1964-2011)
- Nilan Bisons Loimaa (2011-2015)
- Bisons Loimaa (2015-2018)
- LoKoKo Bisons Loimaa (2018-)

## Erelijst
- Fins landskampioen: 2012, 2013
  - Tweede: 2015
  - Derde: 2014
- Finse basketbalbeker:
  - Tweede: 2013

## Coaches
| Jaar      | Coach            |
| --------- | ---------------- |
| 2010-2016 | Greg Gibson      |
| 2016-2020 | ?                |
| 2020-2023 | Darko Mihajlovic |
| 2023-2024 | Juri Heinämäki   |
| 2024-     | Konsta Mastomäki |

## Bekende (oud-)spelers
| - Yannick Franke - Symir Torrence - Omar Calhoun |